# Алан Е. Нурс
Алан Едвард Нурс (англ. Alan E. Nourse, [nɜrs];  11 серпня 1928 — 19 липня 1992) — американський письменник -фантаст та лікар. Він писав як дитячу, так і дорослу наукову фантастику, а також публіцистичні книги та статті на медичні теми та інші науково-популярні книги. Його науково-фантастичні роботи іноді були зосереджені на медицині та/або псіоніці.
Його найвідомішим псевдонімом був Доктор Ікс. Він використовував цей псевдонім, коли писав для медичної колонки в журналі наукової фантастики, що дозволило йому поєднати свій досвід у медицині з пристрастю до наукової фантастики.

## Життєпис
Алан Нурс народився 11 серпня 1928 року в Де-Мойні, штат Айова, у родині Бенджаміна та Грейс (Огг) Нурс. Він відвідував середню школу в Лонг-Айленді, Нью-Йорк. Після Другої світової війни служив у ВМС США. Він здобув ступінь бакалавра наук у 1951 році в Університеті Ратгерса в Нью-Брансвіку, Нью-Джерсі. Він одружився з Енн Мортон 11 червня 1952 року в Ліндені, Нью-Джерсі. Він отримав ступінь доктора медицини (MD) у 1955 році в Університеті Пенсільванії. З 1958 по 1963 роки він проходив річне стажування в лікарні «Вірджинія Мейсон» у Сіетлі та практикував медицину в Норт-Бенді, штат Вошинґтон, а також продовжив кар’єру письменника.
Він оплачував свою медичну освіту завдяки написанню наукової фантастики для журналів.  Після відходу з медицини продовжував писати. Його постійна колонка в журналі «Гуд Хаус Кіпінг» принесла йому прізвисько «Сімейний лікар».
Він був другом автора Аврама Дейвідсона. Роберт Е. Гайнлайн присвятив Норсу свій роман 1964 року «Вільні володіння Фарнхема». Гайнлайн частково присвятив свій роман «Фрайді» 1982 року дружині Нурса Енн.
Його роман «Той, що біжить по лезу» дав назву фільму «Той, що біжить по лезу», але жодних інших аспектів його сюжету чи персонажів (які були взяті з книги Філіпа К. Діка «Чи сняться андроїдам електровівці?» ). Наприкінці 1970-х років була зроблена спроба адаптувати «Той, що біжить по лезу» для екранізації, автору покоління бітників Вільяму С. Берроузу доручили написати сценарій; жоден фільм так і не був зроблений, але обробку історії пізніше було опубліковано як роман «Той, що біжить лезом».
Нурс помер з невідомих причин 19 липня 1992 року в Торпі, штат Вашингтон.

## Обкладинки вибраних творів

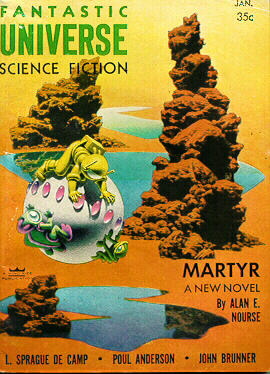
Повість Норса «Мученик» була розміщена на обкладинці січневого випуску Fantastic Universe за 1957 рік.

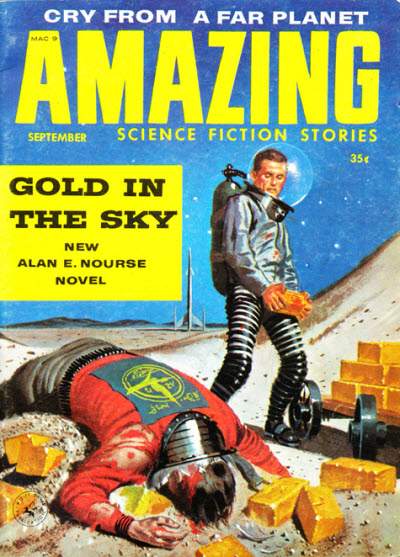
Повість Нурса «Золото в небі» була обкладинкою випуску Amazing Stories у вересні 1958 року.

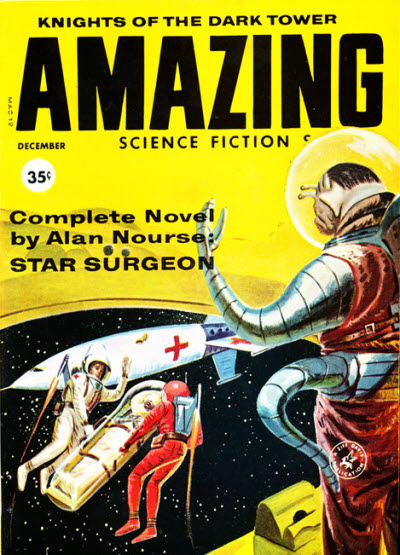
Версія новели «Зоряний хірург Нурса» була обкладинкою випуску Amazing Stories за грудень 1959 року.

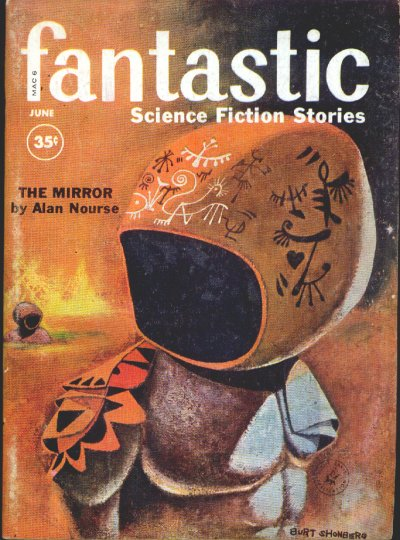
Повість Нурса «Дзеркало» була розміщена на обкладинці журналу Fantastic у червні 1960 року.

### Книги

#### Романи
- Проблеми на Титані (1954)
- Одержима людина (1955)
- Rocket to Limbo (1957)
- Золото в небі (1958)
- Смітники в космосі (1958)
- Окупанти йдуть! (1959, зі співавтором J. A. Meyer)
- Зоряний хірург (1959)
- Викрадачі з кілець (1962)
- The Universe Between (1965, виправлення "Високого порогу" та "The Universe Between")
- Милосердя (1968, перероблена версія Одержимого чоловіка )
- Той, що біжить по лезу (1974)
- Практика (1978)
- Четвертий вершник (1983)

#### Збірки творів короткої форми
- Тигр за хвіст та інші науково-фантастичні історії (1961)
- Фальшива людина (1963)
- Psi-High та інші (1967)
- Rx for Tomorrow (1971)
- Короткі твори Алана Едварда Нурса (2008, перевидання семи оповідань із «Фальшивої людини» )

#### Нехудожні книги
- Отже, ти хочеш стати лікарем (1957)
- Дев'ять планет (1960, оновлене видання 1970)
- Отже, ти хочеш бути медсестрою (1961)
- Тіло (Life Science Library[en]) (1965, переглянуте видання 1981)
- Інтерн (1965, під псевдонімом Доктор Ікс)
- Всесвіт, Земля та атом: історія фізики (1969)
- Венера і Меркурій: перша книга (1972)
- Астроном на задньому дворі (1973)
- Гігантські планети: перша книга (1974, переглянуте видання 1982)
- Астероїди: перша книга (1975)
- Віруси: перша книга (1976, переглянуте видання 1982)
- Гормони: книга впливу (1979)
- Герпес: книга впливу (1985)
- СНІД: книга впливу (1986)
- Полювання на лося (1986)
- Посібник для підлітків із безпечного сексу (1990)
- Захворювання, що передаються статевим шляхом (1992)
- Вірусні загарбники: венчурна книга (1992)

### Окремі твори короткої форми

#### Оповідання
- «The Dark Door» (Galaxy, грудень 1953)
- «Brightside Crossing» (Galaxy, січень 1956)
- «Проблема» (Galaxy, жовтень 1956)
- «Головна різниця» (Galaxy, червень 1957)
- «Курс забруднення» (If, лютий 1958)
- «Дзеркало, дзеркало» (1967)
- «Фальшива людина»
- «Полотняна сумка»
- "Унція лікування"
- «Темні двері»
- «Засідання правління»
- "Цирк"
- «Мій друг Боббі»
- "Посилання"
- «Образ богів»
- «Дотик експерта»
- "Другий погляд"

#### Короткі повісті
- «Високий поріг» (опубліковано в номері Astounding за березень 1951 року)
- «Всесвіт між» (англ. «The Universe Between», опубліковано у номері Astounding за вересень 1951 року)